# Ionuț Ilie
Ionuț Ilie, né le 2 janvier 1993, est un haltérophile roumain.

## Palmarès

### Championnats d'Europe
- 2018 à Bucarest
  -  Médaille de bronze en moins de 62 kg